# Mědník
Der Mědník (deutsch Kupferhübel, auch Kupferhügel) ist ein 910 Meter hoher Berg des Erzgebirges in der Aussiger Region auf dem Territorium der Tschechischen Republik. Die deutsche Bezeichnung wurde vom hier vorkommenden Kupfererz abgeleitet, und der tschechische Name ist eine Lehnübersetzung aus dem Deutschen (tschechisch Měděné = Kupfer). Der Berg ist ein wichtiger Bestandteil der binationalen Montanregion Erzgebirge/Krušnohři.

## Lage und Umgebung
Der Mědník befindet sich im oberen Erzgebirge und bildet eine äußerst markante Erhebung auf dem Erzgebirgskamm bei Kadaň (Kaaden). Südlich direkt am Fuß des Berges befindet sich die Bergstadt Měděnec (Kupferberg). Am nördlichen Fuß verläuft das Gleis der Bahnstrecke Chomutov–Vejprty, zudem befinden sich dort die markanten Fördertürme des stillgelegten Bergwerkes von Měděnec. Große Teile der weiteren Umgebung sind heute weitgehend siedlungsleer. Im Norden erstreckt sich die weite Wasserfläche der Talsperre Preßnitz.

## Geschichte

### Gipfelerschließung und -bauten

#### Kapellen
Auf dem Gipfel ließ 1674 Julius Franz von Sachsen-Lauenburg die noch heute bestehende Kapelle zur „Unbefleckten Empfängnis der Jungfrau Maria“ in Form einer einzigen Rotunde errichten. Über der Tür befand sich das steinerne herzogliche Sachsen-Lauenburgische Wappen. Im Jahr 1718 wurde der Bau durch Blitzschlag teilweise zerstört; die Schäden wurden daraufhin wieder ausgebessert, augenscheinlich jedoch ohne nachhaltigen Erfolg. Für geografische Messungen besuchte 1820 der Naturforscher Franz Ignatz Cassian Hallaschka den Gipfel. Nach seinen Beschreibungen war die Kapelle in desolatem Zustand und einsturzgefährdet, woraufhin er die Initiative zur neuerlichen Instandsetzung gab. Im Folgejahr wurde der Bau wieder instand gesetzt. 1921 ließ die Kirchgemeinde Kupferberg die Kapelle renovieren. Die Ausstattung der Kapelle wurde im Laufe der Jahre kaum verändert.
Am Hang des Kupferhübels befindet sich die noch kleinere, 1935 errichtete Herz-Jesu-Kapelle.

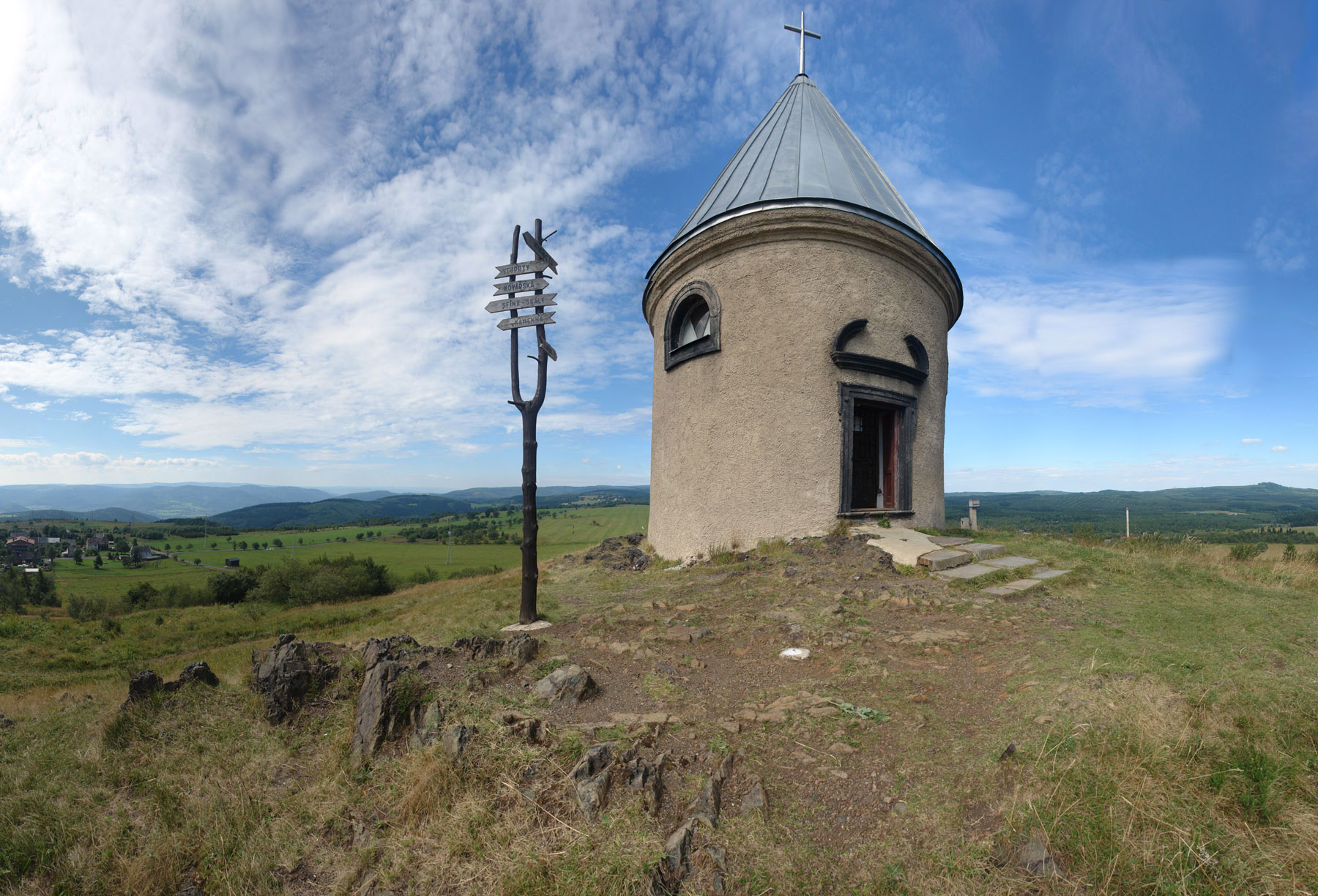
Die 1674 errichtete Kapelle „Zur Unbefleckten Empfängnis der Jungfrau Maria“ auf dem Gipfel
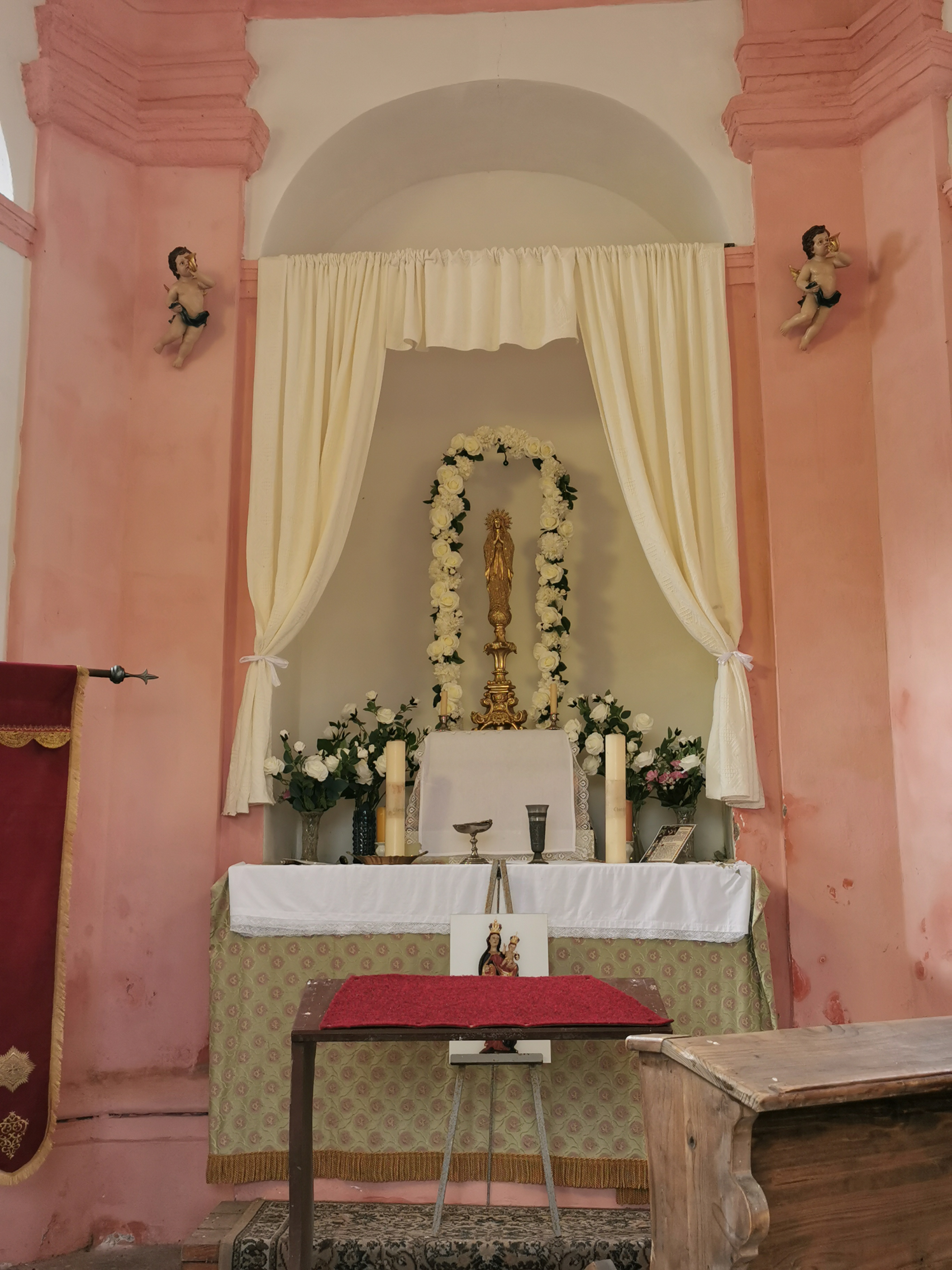
Inneres der Kapelle zur unbefleckten Empfängnis
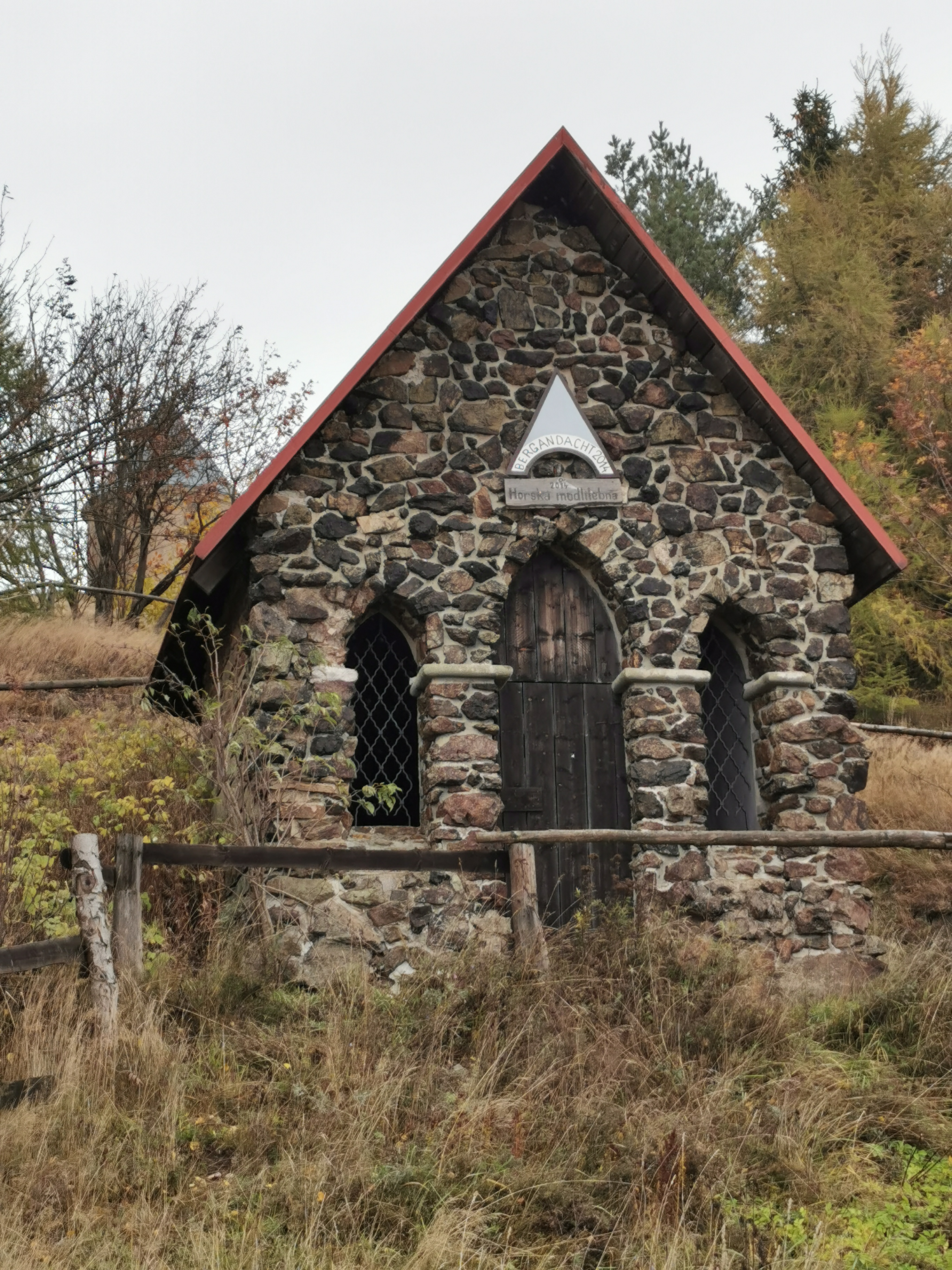
Herz-Jesu-Kapelle von 1935. Im Hintergrund links die Kapelle zur unbefleckten Empfängnis

#### Unterkunftsbauden

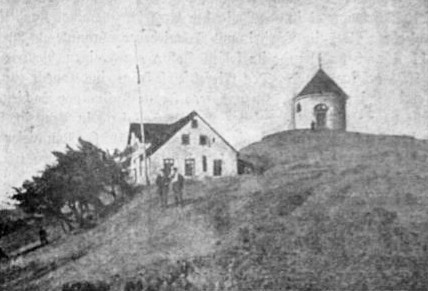
Erstes Unterkunftshaus von 1873 unterhalb des Gipfels – 1924 abgebrannt

Unterhalb des Gipfels wurde aus privater Initiative 1873 ein erstes Unterkunftshaus im Schweizerhausstil errichtet. Dieses ging mit Kaufvertrag vom 4. April 1922 an die Erzgebirgsvereine Kaaden, Klösterle, Komotau, Kupferberg, Preßnitz, Pürstein und Schmiedeberg. Bereits zwei Jahre später, am 26. April 1924, fiel es einem Brand zum Opfer. Ein Neubau wurde noch im gleichen Jahr begonnen und am 25. Juli 1925 eingeweiht. Im gleichen Jahr wurde eine bis auf den Gipfel führende Straße fertiggestellt.
Dieses zweite Unterkunftshaus brannte am 11. März 1935 vollständig ab. Bereits kurz darauf wurde vom Ausschuss der Eigentümervereine abermals ein Neubau beschlossen, wobei die erhaltene Entschädigung durch den Versicherer einen Großteil der Finanzierung des Neubaus abdecken konnte. Einen ebenso bedeutenden Anteil an der Entscheidung für einen Neubau hatte der Fabrikant Paul Elster aus Schmiedeberg. Als ein Gläubiger verzichtete auf seine Forderungen, wenn ein Neubau in Angriff genommen würde. Überdies wurden Spendenaufrufe gestartet.
Am 25. Mai 1936 begannen die Bauarbeiten für das dritte Unterkunftshaus und bereits am 8. August des Jahres konnte Richtfest gefeiert werden. Es beinhaltete im Erdgeschoss neben großzügigen Gast-, Vereins- und Wirtschaftsräumen auch zwei Wohnräume für den Wirt. Im Obergeschoss standen sieben Fremdenzimmer sowie zwei Schlafsäle zur Verfügung. Alle Räume waren an eine Zentralheizungsanlage angeschlossen. Das Dachgeschoss war für spätere Erweiterungen mit Fremdenzimmern oder Schlafsälen ausbaubar.
Die feierliche Eröffnung des Hauses fand am 14. November 1936 statt. Als Anerkennung der Unterstützungen des Fabrikanten Paul Elster erhielt der Bau durch Beschluss des Ausschusses die Bezeichnung „Elster-Baude“.
Am 5. August 1939 wurde auch die Elster-Baude durch einen Brand teilweise vernichtet. Der Feuerwehr gelang es, den vollständigen Abbrand des Gebäudes zu verhindern und auch Teile der Inneneinrichtung wurden gerettet. Der Wunsch nach einer Rekonstruktion musste wahrscheinlich aufgrund des Zweiten Weltkrieges zurückgestellt werden. Nach Kriegsende – der böhmische Teils des Erzgebirges wurde wieder Teil der Tschechoslowakei – wurde die Ruine abgetragen und der Mědník ist seither ohne Bergbaude.

### Bergbau

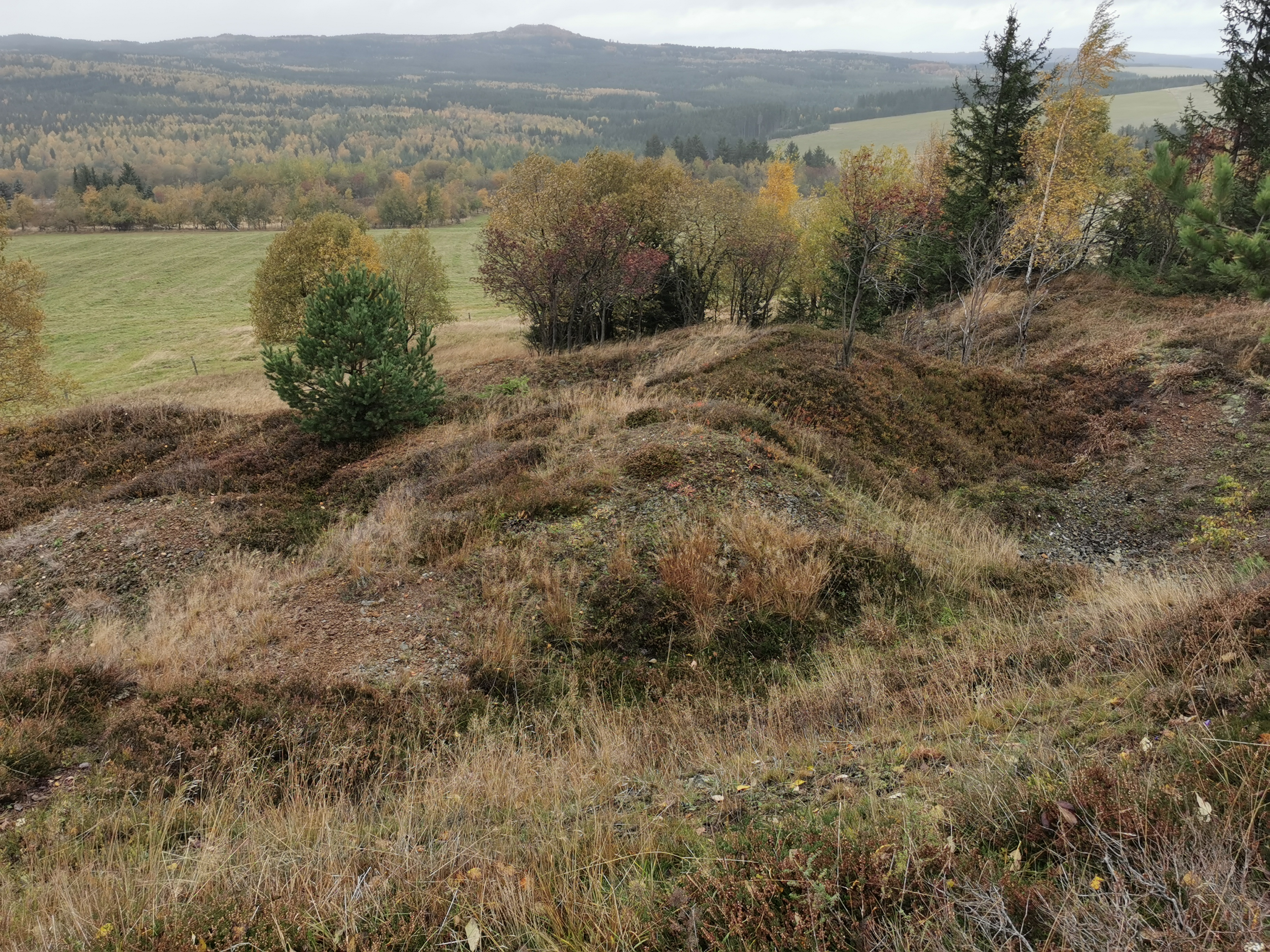
Reste des frühen Bergbaus am Nordosthang des Kupferhübels

Die den Berg allseitig überziehenden Halden und Pingen sind Zeugen der frühesten Bergbauaktivitäten, als nur oberflächennahe Erzlager abgebaut wurden. Der Bergbau am und um den Mědník wurde wahrscheinlich im 15. Jahrhundert aufgenommen, für 1488 wird die Beteiligung eines Kaadener Bürgers mit zwei „Kukus am Kupferberg“ genannt.
Ab dem frühen 16. Jahrhundert wurde im Kupferhübel ein Bergwerk betrieben. Nach einer Beschreibung von Franz Ambrosius Reuß war dies der Mariahülfestollen, der in nördlicher Richtung oberhalb der Stadt in den Berg getrieben wurde. Ein direkt vom Gipfel geteufter Schacht diente wahrscheinlich zur Bewetterung. Am westlichen Bergfuß befand sich zudem noch ein weiterer Schacht. Die Förderung wurde bis 1807 betrieben, 1843 kurzzeitig wieder aufgenommen und schließlich gänzlich eingestellt.
Am Fuß des Berges befindet sich der Eingang zu den am 31. Juli 1910 für die Öffentlichkeit zur Besichtigung freigegebenen Malachithöhlen des Mariahilfstollens.
Aktuell (2023) bestehen zwei Schaubergwerke (Mariahilfstolln und Gelobtes Land Stolln), die man im Sommer besichtigen kann.
Der Berg Mědník (Kupferberg, Kupferhübel) ist ein wichtiger Bestandteil des montanhistorischen Erbes im mittleren Erzgebirge, der den Abbau von Eisen- und Kupfererzen aus dem harten Skarngestein über einen Zeitraum von fast sechs Jahrhunderten belegt. Der morphologisch auffällige Hügel ist sowohl im erzgebirgischen als auch im europäischen Zusammenhang durch die große Anzahl historischer Bergwerke einzigartig. Auf einer kleinen Fläche waren vormals 70 Stollen und Schächte in Betrieb, von denen zahlreiche verbrochene Mundlöcher, trichterförmige Pingen und Taubgesteinhalden erhalten sind. Das bedeutendste Gebiet aus montanhistorischer Sicht ist ein etwa 100 m langer Streifen von Doppelschächten mit gemeinsamen Abraumhalden auf dem nordöstlichen und östlichen Hang aus dem 15. und frühen 16. Jahrhundert.

## Aussicht
Im Norden erhebt sich der Velký Špičák (Schmiedeberger Spitzberg), weiter östlich davon liegt die Talsperre Preßnitz mit dem Berg Jelení hora (Haßberg). Südöstlich schweift der Blick über das weite, durch den Braunkohleabbau geprägte Nordböhmische Becken, wo z. B. Kadaň (Kaaden) mit dem Egerstausee Nechranice zu sehen ist.
Im Süden liegt nur etwa 150 m südlich Kupferberg (Měděnec) unweit des markanten Steilabfalls des Erzgebirges hinunter zum Egergraben, wo man z. B. Okounov (Okenau) erkennt.
Westlich sieht man am Kammweg die zu Měděnec gehörige Ortschaft Horní Halže (Oberhals), sowie den Klínovec (Keilberg) und den Fichtelberg.

## Wege zum Gipfel
- Der Berg liegt am rot markierten Kammweg (Europäischer Fernwanderweg E3), von Kupferberg führt ein unmarkierter Fahrweg zum Gipfel.
- Von Perštejn (Pürstein) im Egergraben führt ein blau markierter Wanderweg nach Měděnec (Kupferberg).

## Sehenswürdigkeiten
- Schaubergwerk Mariahilfstolln (Štola Marie Pomocná)
- Schaubergwerk Gelobtes Land Stolln (Štola země zaslíbená)

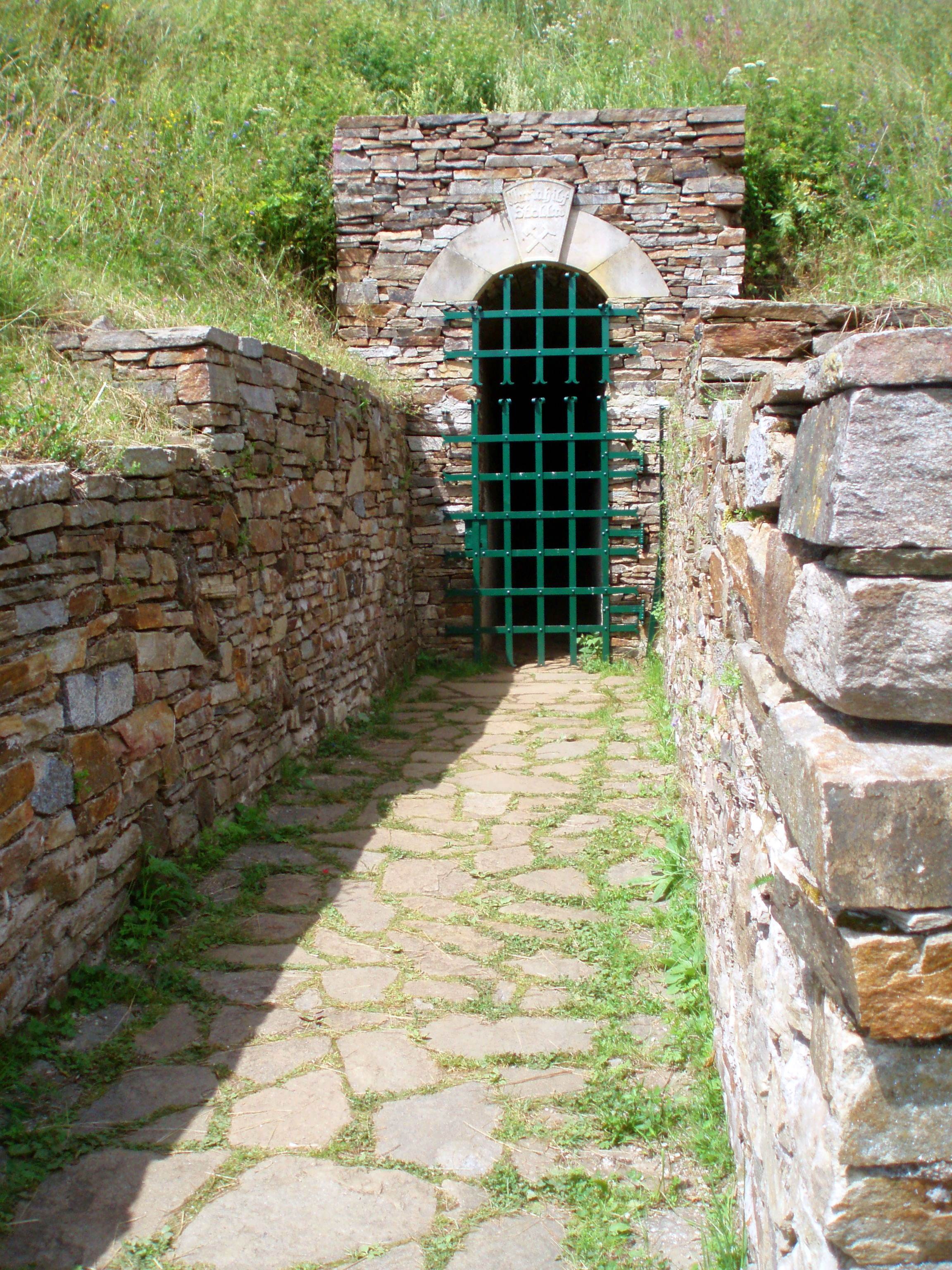
Rekonstruiertes Stollnmundloch des Schaubergwerkes Mariahilfstolln
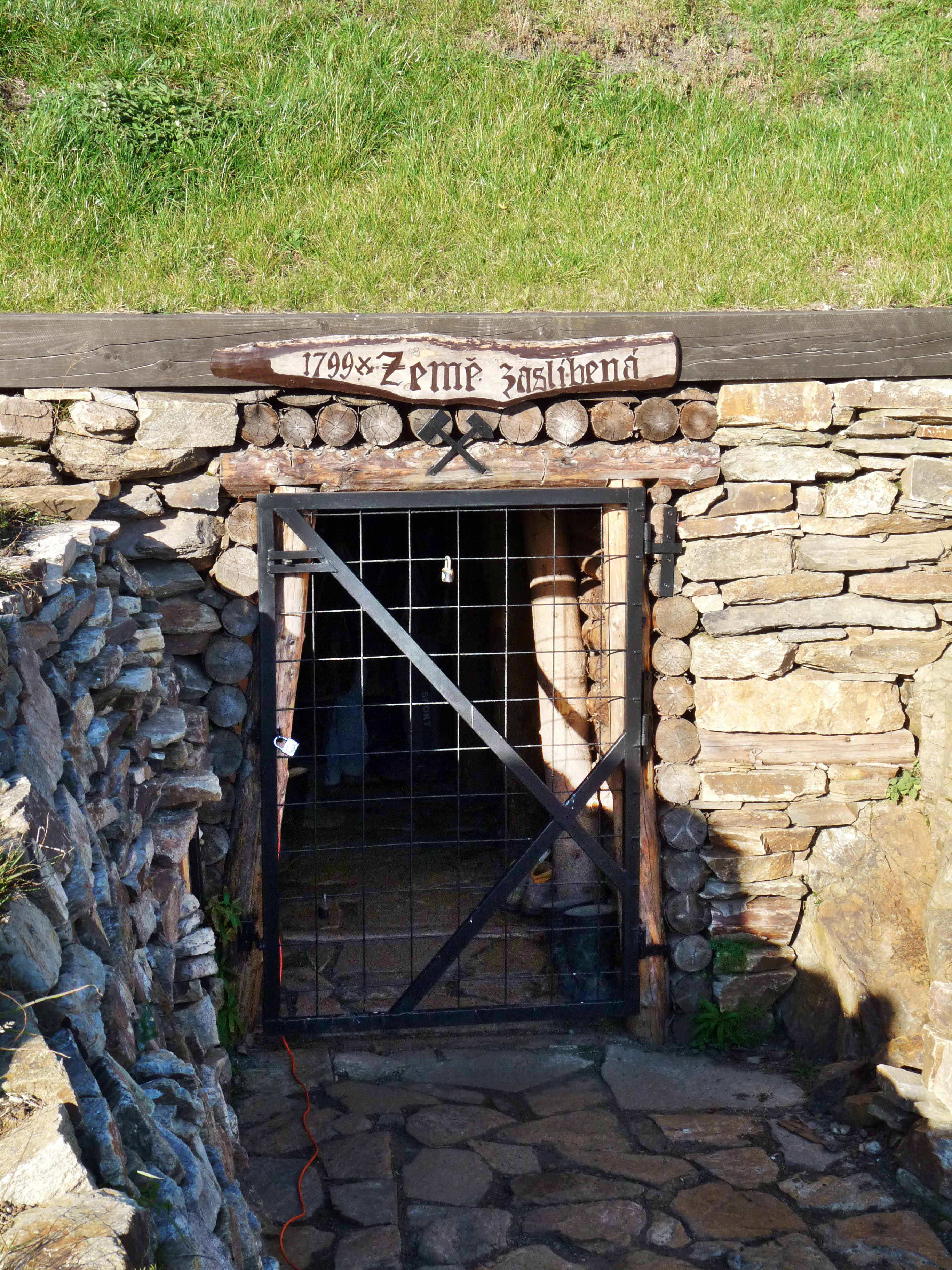
Schaubergwerk „Gelobtes Land Stolln“